# Julius Pauly
Julius Heinrich Pauly (né le 16 février 1901 à Birkenfeld ; † 30 mars 1988 à Oldenburg) est un avocat et homme politique allemand (NSDAP).

## Biographie
Après avoir fréquenté le lycée de Birkenfeld, Pauly, fils du chef d'orchestre Postoberschaffners Julius Pauly (1875-1945), commence des études de droit qu'il termine en 1923 avec le premier examen d'État. Après avoir réussi le deuxième examen d'État en 1927, il entre dans la fonction publique d'Oldenbourg en décembre 1927. Il est d'abord nommé conseiller du tribunal de district et travailla les années suivantes au tribunal de district de Brake et, à partir de décembre 1928, à Oldenburg. Le 1er avril 1929, il est nommé juge de district.
Pauly rejoint le NSDAP le 1er octobre 1931, où il fait rapidement carrière comme avocat. Au début de 1932, il devient chef d'un groupe local à Oldenbourg. De mai à juin 1932, il est membre du parlement de l'État d'Oldenbourg.
Lorsque le premier gouvernement national-socialiste fut formé en juin 1932 sous la direction du Premier ministre Carl Röver, Pauly est ministre d'État des Finances dans le gouvernement de l'État libre d'Oldenbourg du 16 juin 1932 au 6 mai 1933. Dans le gouvernement suivant dirigé par le Premier ministre Georg Joel, il est de nouveau ministre des Finances jusqu'au 15 mai 1933. Il succède ensuite à Heinz Spangemacher (de) au ministère de la Justice et au ministère de la Culture (ministère des Églises et des Écoles). Il est chargé de diriger le ministère de la Justice jusqu'à sa dissolution le 4 décembre 1934. Après cela, il est ministre des Finances et ministre des Églises et des Écoles.
Pauly a tenté d'imposer la vision du monde national-socialiste dans les écoles et a ordonné le retrait de tous symboles religieux (crucifix ou images de Luther) des bâtiments publics et des écoles au moyen du décret Kreuzer du 4 novembre 1936. Le décret a déclenché des protestations massives, en particulier dans l'Oldenbourg Münsterland catholique, et aussi en Bavière catholique, connues sous le nom de Kreuzkampf ou combats pour la croix, qui ont finalement contraint le Premier ministre Röver à retirer le décret le 25 novembre 1936 lors d'un événement majeur à Cloppenburg. Malgré ce revers, Pauly a poursuivi sa politique scolaire anticatholique au cours des années suivantes, notamment en fermant un certain nombre d'écoles religieuses catholiques, en entravant l'enseignement religieux et en introduisant des écoles communautaires non confessionnelles. Au printemps 1938, une grève scolaire eut lieu à Goldenstedt, qui fut réprimée par la Gestapo et un certain nombre de personnes impliquées dans les manifestations finirent dans le camp de concentration d'Oranienburg .
Alors que la Seconde Guerre mondiale se poursuivait, Pauly devient également soldat fin 1942, obtenant ensuite le grade de lieutenant. À la fin de la guerre, il est fait prisonnier de guerre et ne retourne à Oldenbourg qu'à l'automne 1946. Lors de son processus de dénazification en 1950, il est placé dans la catégorie III (une personne avec des charges moindres, mais qui avait « considérablement promu » le national-socialisme). Par la suite, Pauly n'est pas réintégré dans la fonction publique, mais travaille pendant un certain temps comme avocat ou comme assistant juridique dans un cabinet d'avocats.
Pauly épouse en 1928 Erna Schneider (* 1903) de Birkenfeld. Le couple a six enfants.

## Liens Web
- Julius Pauly dans la version en ligne des dossiers d'édition de la Chancellerie du Reich (de). République de Weimar